# Isodactylactis borealis
Espèce
Isodactylactis borealis est une espèce de la famille des Cerianthidae.

## Systématique
Le nom valide complet (avec auteur) de ce taxon est Isodactylactis borealis Widersten, 1998.

## Publication originale
- Widersten B., 1998. On Isodactilactis borealis, a new species of cerianthid larvae.  Helgoländer Meeresuntersuchungen 52: 111-114